# Robert Maltais
Pour les articles homonymes, voir Maltais (homonymie).
Robert Maltais, né en 1946, est un acteur et un écrivain québécois.

## Biographie
Il est diplômé de l'École nationale de théâtre du Canada en 1972.
Un certaine notoriété lui échoit lorsqu'il obtient le rôle de Pierre Jutras dans le téléroman Avec le temps, diffusé du 3 janvier 1975 au 13 juin 1977 à la télévision de Radio-Canada.
Toute une génération de Québécois l'ont connu aussi comme étant la voix de Perlin, le père de Cannelle et Pruneau dans l'émission Passe-Partout, une émission jeunesse qui fut très populaire au Québec à la fin des années 1970 et dans les années 1980.
À partir des années 2000, il publie des romans, d'abord aux éditions Québec Amérique, puis chez Druide.
Il est directeur de la Fondation des artistes de 2010 à 2016.

## Filmographie
- 1974 : Les Beaux Dimanches : Étienne
- 1974 - 1976 : La Petite Patrie (série télévisée) : Yvon Ranger
- 1975 - 1977 : Avec le temps (série télévisée) : Pierre Jutras
- 1976 : Ti-Cul Tougas : Bum
- 1977 - 1987 : Passe-Partout (série télévisée) : Perlin (voix)
- 1979 - 1980 : Frédéric (série télévisée) : Gaétan
- 1980 - 1983 : Marisol (série télévisée) : Rémi Bouchard
- 1985 - 1987 : L'Âme-sœur (série télévisée) : Fabrice Des Landes
- 1986 - 1988 : Des dames de cœur (série télévisée) : Guy Bachand
- 1991 : Lance et compte - épisode Le choix (TV) : rôle inconnu
- 1993 : Scoop (TV) : Tétrault

## Œuvre littéraire

### Romans
- 2004 : Les Larmes d'Adam, coll. « Littérature d'Amérique », Québec Amérique
- 2006 : Corps célestes, coll. « Littérature d'Amérique », Québec Amérique
- 2006 : Le Premier Noël du père Noël, Albums (3+),Québec Amérique jeunesse
- 2008 : Hurler, coll. « Littérature d'Amérique », Québec Amérique
- 2009 : Le Curé du Mile End, coll. « Littérature d'Amérique », Québec Amérique
- 2014 : Lola et les Sauvages, Druide
- 2019 : L'Air du lac, Druide

### Autres publications
- 2018 : Pierre Marcotte en direct, Les Éditions de l'Homme
- 2021 : Mario Lirette : le chat rebelle, Les Éditions de l'Homme

## Anecdotes
C'est lui qui fait l'homme qui pleure dans un mini-clip dans Passe-Partout.
Dans l'épisode de Noël, Perline est fière de dire à Grand-papa Bi qu'elle a reçu un disque de Robais Maltert (Robert Maltais!).